# Patxi Iru
Francisco Javier Iruarrizaga Amarika (Villaro, 4 de octubre de 1962), más conocido como Patxi Iru, es un exfutbolista español que jugaba como guardameta.
Es el hermano mayor de Aitor Iru, el que fuera portero del Bilbao Athletic y la SD Compostela, entre otros equipos. Su hijo Jon Iru es futbolista en la SD Leioa.
Es el futbolista con más partidos en la historia del Bilbao Athletic, con 190 encuentros.

## Trayectoria deportiva
Patxi Iru promocionó al Bilbao Athletic 1981, tras un año en el equipo juvenil. Se hizo con el puesto de titular y, en 1983, logró el ascenso a Segunda División bajo el mando de José Ángel Iribar. En 1986, después de cinco temporadas en el filial, dio el salto al Athletic Club al que entrenaría el propio Iribar. Andoni Zubizarreta había sido traspasado al FC Barcelona, a su vez, Meléndez, suplente del vitoriano, se había marchado libre al RCD Espanyol. Así que el club optó por ascender al guardameta vizcaíno a la primera plantilla y fichar a Vicente Biurrun para sustituir a ambos porteros.
Su debut oficial se produjo en el partido de Copa del Rey, disputado el 28 de enero de 1987, ante el Langreo. Su debut en Liga se produjo el 6 de junio ante el Sabadell. Repitió en las últimas dos jornadas de los play-offs de la temporada 1986-87. Sin embargo, no fue hasta la temporada 1990-91 cuando se hizo con la titularidad en la portería del equipo bilbaíno. Esa campaña fue titular en 37 partidos ligueros y cuatro más de Copa. Únicamente, se perdió un encuentro de Liga tras encajar la goleada por 0 a 6 ante el FC Barcelona. Al año siguiente, debido a la irrupción del joven Kike Burgos, su participación se redujo a 24 partidos, 16 de ellos en Liga.
En 1992 se marchó al CA Osasuna, donde no pudo arrebatarle la titularidad al veterano Roberto. Por tanto, decidió aceptar la oferta del Elche CF en 1993, que se encontraba en Segunda División B. En el equipo alicantino se convirtió en un fijo en las alineaciones. En 1997 logró el ascenso a Segunda División. Tras sufrir el descenso al año siguiente, decidió retirarse con 35 años.
Tras su retirada, ejerció distintos cargos en el club ilicitano como el de delegado, entrenador de porteros o director deportivo. En 2006 presentó su dimisión.

## Clubes
| Club            | País   | Periodo   | Partidos |
| --------------- | ------ | --------- | -------- |
| Bilbao Athletic | España | 1981-1986 | 190      |
| Athletic Club   | España | 1986-1992 | 77       |
| CA Osasuna      | España | 1992-1993 | 7        |
| Elche CF        | España | 1993-1998 | 193      |